# Douaumont-Vaux
Douaumont-Vaux község Franciaország Grand Est régiójában, Meuse megyében. Új községként 2019. január 1-jén jött létre Vaux-devant-Damloup és Douaumont korábbi község egyesítésével.

## Népesség
| Lakosok száma | 81   | 80   | 80   | 79   | 79   | 81   |
|               | 2017 | 2018 | 2019 | 2020 | 2021 | 2022 |